# Севілья (аеропорт)
Аеропорт Севілья (IATA: SVQ, ICAO: LEZL) (ісп. Aeropuerto de Sevilla) — головний міжнародний аеропорт, що обслуговує Західну Андалусію та сусідні провінції, Іспанія. Розташовано за 10 км на схід від центру Севільї, і близько 110 км NE від Коста-де-ла-Лус.
Аеропорт є хабом для:
- Ryanair
- Vueling

## Історія
Аеропорт було побудовано в 1929 році. Перший рейс здійснено до Мадриду. У 1957 році був модернізований термінал, а в 1975 році було побудовано новий.

## Опис
На кінець 2010-х аеропорт Севільї має один сучасний термінал і одну злітно-посадкову смугу. Щорічний пасажирообіг — 4 млн осіб. На території терміналу розташовані ресторани, кав'ярня, дьюті-фрі, крамниці Divers і VisualSun (1 поверх, зона вильоту), аптека, газетний кіоск, прокат авто, інформаційний стіл. У 2013 році було відкрито нове п'ятиповерхове паркування автівок.

## Наземний транспорт
Шаттл Airport Express сполучає аеропорт з Пласа-де-Армас, шаттл зупиняється на головних зупинках, а також на залізничній станції Санта-Джуста. Вся поїздка займає приблизно 40 хвилин. Автобуси курсують з 04.30 до 00.45.

## Авіалінії та напрямки, листопад 2022

### Пасажирські
| Авіакомпанія            | Пункт призначення |
| ----------------------- | --- |
| Aegean Airlines         | Сезонно: Афіни (з 6 червня 2023) |
| Air Arabia Maroc        | Сезонно: Касабланка |
| Air Europa              | Сезонно: Тенерифе-Північний, Пальма-де-Мальорка |
| Air France              | Париж–Шарль де Голль |
| British Airways         | Лондон-Гатвік |
| easyJet                 | Женева, Лондон–Гатвік |
| Edelweiss Air           | Цюрих |
| Iberia Express          | Мадрид |
| Iberia Regional         | Альмерія, Мадрид, Мелілья, Валенсія Сезонний: Кастельйон, Лансароте |
| Royal Air Maroc Express | Сезонний: Танжер (з 4 грудня 2022) |
| Lufthansa               | Франкфурт, Мюнхен |
| Ryanair                 | Аліканте, Барселона, Барі, Париж-Бове, Мілан-Бергамо, Біллунн, Болонья, Бордо, Кальярі, Катанія, Брюссель-Шарлеруа, Кельн/Бонн, Дублін, Единбург, Ейндговен, Фес, Фуертевентура, Гран-Канарія, Франкфурт-Хан, Ібіца, Карлсруе/Баден-Баден, Краків, Лансароте, Лісабон, Лондон–Лутон, Лондон-Станстед, Мальта, Манчестер, Марракеш, Марсель, Мілан-Мальпенса, Нант, Неаполь, Уджда, Пальма-де-Мальорка, Піза, Порту, Рабат, Рим-Ф'юмічіно, Сантьяго-де-Компостела, Танжер, Тенерифе-Південний, Тенерифе-Північний, Тетуан, Тулуза, Тревізо, Турин, Валенсія, Відень, Віторіа Сезонний: Агадір, Люксембург, Менорка, Нюрнберг, Трапані |
| TAP Air Portugal        | Лісабон |
| Transavia               | Амстердам, Ейндговен, Монпельє, Нант, Париж–Орлі |
| Volotea                 | Астурія, Більбао, Сан-Себастьян, Сантандер |
| Vueling                 | Астурія, Барселона, Більбао, Фуертевентура, Гран-Канарія, Ібіца, Лансароте, Пальма-де-Майорка, Париж–Шарль де Голль, Рим-Ф'юмічіно, Сантьяго-де-Компостела, Тенерифе-Північний, Валенсія Сезонний: Лондон–Гатвік, Менорка, Нант |
| Wizz Air                | Бухарест, Рим–Ф'юмічіно (з 29 квітня 2023) |

## Статистика
Див. джерело запитів Вікіданих та джерела.
|      | Пасажирообіг | Авіатрафік |
| ---- | ------------ | ---------- |
| 1998 | 1,595,692    | 21,911     |
| 1999 | 1,688,539    | 23,275     |
| 2000 | 2,037,353    | 25,701     |
| 2001 | 2,205,117    | 38,848     |
| 2002 | 2,042,068    | 36,124     |
| 2003 | 2,269,565    | 38,483     |
| 2004 | 2,678,595    | 44,231     |
| 2005 | 3,521,112    | 55,423     |
| 2006 | 3,871,785    | 58,576     |
| 2007 | 4,507,264    | 65,092     |
| 2008 | 4,392,148    | 65,067     |
| 2009 | 4,051,392    | 55,601     |
| 2010 | 4,224,718    | 54,499     |
| 2011 | 4,959,359    | 56,021     |
| 2012 | 4,292,020    | 48,520     |
| 2013 | 3,687,714    | 41,591     |
| 2014 | 3,884,146    | 42,380     |
| 2015 | 4,308,845    | 46,086     |
| 2016 | 4,624,038    | 45,838     |
| 2017 | 5,108,807    | 48,660     |